# Jiwans onkel
Jiwans onkel er en dansk kortfilm fra 1986, der er instrueret af Arun Dhundale, Kenny Sanders og Sigve Endresen efter manuskript af de to førstnævnte.

## Handling
Novellefilm for børn, optaget i Indien. Her bor tre søskende sammen - Jiwan, hans lillebror og storesøster. Jiwans onkel er i Danmark, hvor han arbejder som taxachauffør. Han skriver til drengen og fortæller ham om dette land, som han synes, at han skal besøge, og hvis sprog og kultur, han opfordrer Jiwan til at sætte sig ind i. Filmen følger, hvordan Jiwan leger og fantaserer sig til en opfattelse af Danmark, mens lillebroderen tænker på at blive taxachauffør, og søsteren når den alder, hvor hun skal giftes bort og forlade drengene.